# Sextus Aelius Catus
Ne doit pas être confondu avec Sextus Aelius Paetus Catus.
Sextus Aelius Catus est un homme politique et général romain des débuts du Haut Empire romain. Il est consul en 4.

## Biographie
Catus est le fils du jurisconsulte Quintus Aelius Tubero. Il semble avoir été aussi lié étroitement à Séjan. Pour Freeman Adams ces liens venaient de l'adoption de Séjan par Aelius Tubero. Toutefois G.V. Summer a pointé des faiblesses dans cette hypothèse et proposé un lien plus complexe : le père de Séjan, Lucius Seius Strabo aurait adopté un oncle de Catus, Lucius Seius Tubero
Il est sans doute proconsul de Macédoine, et légat de Mésie à une date discutée vers 2-3 ou vers 10-11. Selon Strabon, Catus déporte 50 000 Gètes en Thrace après leur avoir fait passer le Danube.
Catus est le père d'Aelia Catella et d'Aelia Paetina qui épouse en 19 le futur empereur Claude.

### Sources
- Strabon, Géographie, Livre VII, 3,10
- AE 1966, 379